# Campeonato da NACAC de Atletismo Sub-23 de 2019 - Resultados
Esses foram os resultados do Campeonato da NACAC de Atletismo Sub-23 de 2019 que ocorreram de 5 a 7 de julho de 2019, no Estádio Parque Queretaro 2000, em Querétaro, no México. 

## Resultado masculino

### 100 metros
| Posição | Bateria | Atleta              | Nacionalidade     | Tempo | Notas |
| ------- | ------- | ------------------- | ----------------- | ----- | ----- |
| 1       | 2       | Waseem Williams     | Jamaica           | 10.15 | Q     |
| 2       | 1       | Mario Burke         | Barbados          | 10.19 | Q     |
| 3       | 2       | Samson Colebrooke   | Bahamas           | 10.20 | Q     |
| 4       | 1       | Jerod Elcock        | Trinidad e Tobago | 10.25 | Q     |
| 5       | 3       | Rodney Rowe         | Estados Unidos    | 10.36 | Q     |
| 6       | 3       | Raheem Chambers     | Jamaica           | 10.36 | Q     |
| 7       | 3       | Luxon Glor          | Canadá            | 10.54 | q     |
| 8       | 1       | Hector Allen        | Costa Rica        | 10.59 | q     |
| 9       | 1       | Darrell Singleton   | Estados Unidos    | 10.63 |       |
| 10      | 2       | Stephan Charles     | Santa Lúcia       | 10.67 |       |
| 11      | 3       | Coull Graham        | Antígua e Barbuda | 10.93 |       |
| 12      | 2       | Stephan Dill        | Bermudas          | 10.97 |       |
| 13      | 1       | Emmanuel Agenor     | Turcas e Caicos   | 11.00 |       |
| 14      | 2       | Joshire Stanley     | Belize            | 11.26 |       |
| 15      | 3       | Mario Lozano        | México            | 11.33 |       |
| 16      | 3       | José Andrés Salazar | El Salvador       | DNF   |       |
| 16      | 2       | Brandon Heredia     | México            | DSQ   | [ 3 ] |

| Posição           | Raia | Atleta            | Nacionalidade     | Tempo | Notas    |
| ----------------- | ---- | ----------------- | ----------------- | ----- | -------- |
| Medalha de ouro   | 5    | Waseem Williams   | Jamaica           | 10.01 | , 10.002 |
| Medalha de bronze | 3    | Samson Colebrooke | Bahamas           | 10.01 | , 10.004 |
| Medalha de prata  | 6    | Mario Burke       | Barbados          | 10.01 | , 10.010 |
| 4                 | 8    | Raheem Chambers   | Jamaica           | 10.13 |          |
| 5                 | 7    | Jerod Elcock      | Trinidad e Tobago | 10.17 |          |
| 6                 | 4    | Rodney Rowe       | Estados Unidos    | 10.23 |          |
| 7                 | 2    | Luxon Glor        | Canadá            | 10.33 |          |
| 8                 | 1    | Hector Allen      | Costa Rica        | 10.59 |          |

### 200 metros
| Posição | Bateria | Atleta                 | Nacionalidade            | Tempo | Notas |
| ------- | ------- | ---------------------- | ------------------------ | ----- | ----- |
| 1       | 2       | Micaiah Harris         | Estados Unidos           | 20.40 | Q     |
| 2       | 3       | Samson Colebrooke      | Bahamas                  | 20.40 | Q     |
| 3       | 1       | Mario Burke            | Barbados                 | 20.45 | Q     |
| 4       | 3       | Rodney Rowe            | Estados Unidos           | 20.52 | Q     |
| 5       | 1       | Jerod Elcock           | Trinidad e Tobago        | 20.67 | Q     |
| 6       | 1       | Hujaye Cornwall        | Jamaica                  | 20.71 | q     |
| 7       | 3       | José Andrés Salazar    | El Salvador              | 20.90 | q     |
| 8       | 3       | Michali Everett        | Jamaica                  | 20.90 |       |
| 9       | 2       | Colby Jennings         | Turcas e Caicos          | 21.37 | Q     |
| 10      | 3       | Alejandro González     | México                   | 21.59 |       |
| 11      | 1       | Daniel Martínez        | México                   | 21.60 |       |
| 12      | 3       | Kashief Dawkins        | Ilhas Caimã              | 21.82 |       |
| 13      | 1       | Stephan Charles        | Santa Lúcia              | 21.85 |       |
| 14      | 2       | Joshire Stanley        | Belize                   | 21.91 |       |
| 15      | 2       | Rodney Griffin         | Ilhas Virgens Americanas | 21.95 |       |
| 16      | 1       | Stephan Dill           | Bermudas                 | 21.96 |       |
| 17      | 2       | José Humberto Bermúdez | Guatemala                | DSQ   | [ 3 ] |

| Posição           | Atleta              | Nacionalidade     | Tempo | Notas |
| ----------------- | ------------------- | ----------------- | ----- | ----- |
| Medalha de ouro   | Samson Colebrooke   | Bahamas           | 20.58 |       |
| Medalha de prata  | Jerod Elcock        | Trinidad e Tobago | 20.65 |       |
| Medalha de bronze | Micaiah Harris      | Estados Unidos    | 20.74 |       |
| 4                 | Rodney Rowe         | Estados Unidos    | 20.79 |       |
| 5                 | Hujaye Cornwall     | Jamaica           | 20.90 |       |
| 6                 | José Andrés Salazar | El Salvador       | 21.37 |       |
| 7                 | Colby Jennings      | Turcas e Caicos   | 21.49 |       |
| 8                 | Mario Burke         | Barbados          | DSQ   | [ 3 ] |

### 400 metros
| Posição | Bateria | Atleta                 | Nacionalidade            | Tempo | Notas |
| ------- | ------- | ---------------------- | ------------------------ | ----- | ----- |
| 1       | 1       | Trevor Stewart         | Estados Unidos           | 45.27 | Q     |
| 2       | 2       | Wilbert London         | Estados Unidos           | 46.47 | Q     |
| 3       | 1       | Terry Thomas           | Jamaica                  | 46.41 | Q     |
| 4       | 2       | Khamal Stewart-Baynes  | Canadá                   | 46.81 | Q     |
| 5       | 1       | Austin Cole            | Canadá                   | 46.63 | Q     |
| 6       | 2       | Martin Manley          | Jamaica                  | 47.50 | Q     |
| 7       | 2       | José Humberto Bermúdez | Guatemala                | 47.67 | q     |
| 8       | 1       | Adriano Gumbs          | Ilhas Virgens Britânicas | 47.68 | q     |
| 9       | 1       | Rodney Griffin         | Ilhas Virgens Americanas | 47.69 |       |
| 10      | 2       | Colby Jennings         | Turcas e Caicos          | 48.84 |       |
| 11      | 1       | Jesús Pablo Mares      | México                   | 49.00 |       |
| 12      | 2       | Julio Saul Díaz        | México                   | 49.66 |       |

| Posição           | Raia | Atleta                 | Nacionalidade            | Tempo | Notas |
| ----------------- | ---- | ---------------------- | ------------------------ | ----- | ----- |
| Medalha de ouro   | 4    | Trevor Stewart         | Estados Unidos           | 45.01 |       |
| Medalha de prata  | 5    | Wilbert London         | Estados Unidos           | 45.41 |       |
| Medalha de bronze | 7    | Austin Cole            | Canadá                   | 45.90 |       |
| 4                 | 3    | Terry Thomas           | Jamaica                  | 46.08 |       |
| 5                 | 6    | Khamal Stewart-Baynes  | Canadá                   | 47.04 |       |
| 6                 | 8    | Martin Manley          | Jamaica                  | 47.34 |       |
| 7                 | 2    | José Humberto Bermúdez | Guatemala                | 47.55 |       |
| 8                 | 1    | Adriano Gumbs          | Ilhas Virgens Britânicas | 48.87 |       |

### 800 metros
6 de julho
| Posição           | Atleta              | Nacionalidade  | Tempo   | Notas |
| ----------------- | ------------------- | -------------- | ------- | ----- |
| Medalha de ouro   | Devin Dixon         | Estados Unidos | 1:47.69 |       |
| Medalha de prata  | Isaiah Jewett       | Estados Unidos | 1:49.43 |       |
| Medalha de bronze | Jauavney James      | Jamaica        | 1:49.52 |       |
| 4                 | Jorge Arturo Montes | México         | 1:49.79 |       |
| 5                 | Cebastian Gentil    | Haiti          | 1:54.63 |       |
| 6                 | Jesús Tonatiu López | México         | 1:55.87 |       |
| 7                 | Mohand Khelaf       | Canadá         | 1:58.07 |       |

### 1.500 metros
7 de julho
| Posição           | Atleta               | Nacionalidade  | Tempo   | Notas |
| ----------------- | -------------------- | -------------- | ------- | ----- |
| Medalha de ouro   | Cade Bethmann        | Estados Unidos | 4:02.84 |       |
| Medalha de prata  | Victor Ortiz         | Porto Rico     | 4:03.39 |       |
| Medalha de bronze | Cristian García      | México         | 4:03.71 |       |
| 4                 | Orlando Cuevas       | México         | 4:05.02 |       |
| 5                 | César Peraza         | El Salvador    | 4:11.32 |       |
| 6                 | Alexandre Gauthierot | Guadalupe      | 4:12.43 |       |

### 5.000 metros
5 de julho
| Posição          | Atleta               | Nacionalidade | Tempo    | Notas |
| ---------------- | -------------------- | ------------- | -------- | ----- |
| Medalha de ouro  | Erick Cayetano       | México        | 15:19.84 |       |
| Medalha de prata | Jonathan del Razo    | México        | 15:22.39 |       |
| 3                | Alexandre Gauthierot | Guadalupe     | DNF      |       |

### 10.000 metros
7 de julho
| Posição           | Atleta            | Nacionalidade  | Tempo    | Notas |
| ----------------- | ----------------- | -------------- | -------- | ----- |
| Medalha de ouro   | Matt Young        | Estados Unidos | 32:46.84 |       |
| Medalha de prata  | Jesús Nava        | México         | 32:46.84 |       |
| Medalha de bronze | Francisco Sánchez | México         | 33:25.80 |       |

### 110 metros barreiras
| Posição | Bateria | Atleta             | Nacionalidade  | Tempo | Notas |
| ------- | ------- | ------------------ | -------------- | ----- | ----- |
| 1       | 2       | Phillip Lemonious  | Jamaica        | 13.56 | Q     |
| 2       | 1       | Dashaun Jackson    | Estados Unidos | 13.70 | Q     |
| 3       | 2       | Michael Nicholls   | Barbados       | 13.77 | Q     |
| 4       | 1       | Rohan Cole         | Jamaica        | 13.78 | Q     |
| 5       | 1       | Rasheem Brown      | Ilhas Caimã    | 13.88 | Q     |
| 6       | 2       | Wienstan Mena      | Guatemala      | 14.23 | Q     |
| 7       | 2       | Anastas Eliopoulos | Canadá         | 14.43 | q     |
| 8       | 1       | Pablo Picasso      | México         | 14.77 | q     |
| 9       | 2       | Héctor Herrera     | México         | 14.84 |       |

| Posição           | Raia | Atleta             | Nacionalidade  | Tempo | Notas |
| ----------------- | ---- | ------------------ | -------------- | ----- | ----- |
| Medalha de ouro   | 4    | Phillip Lemonious  | Jamaica        | 13.47 |       |
| Medalha de prata  | 6    | Rohan Cole         | Jamaica        | 13.55 |       |
| Medalha de bronze | 5    | Dashaun Jackson    | Estados Unidos | 13.58 |       |
| 4                 | 3    | Michael Nicholls   | Barbados       | 13.59 |       |
| 5                 | 8    | Wienstan Mena      | Guatemala      | 14.17 |       |
| 6                 | 7    | Rasheem Brown      | Ilhas Caimã    | 14.37 |       |
| 7                 | 1    | Pablo Picasso      | México         | 14.78 |       |
| 8                 | 2    | Anastas Eliopoulos | Canadá         | DNS   |       |

### 400 metros barreiras
| Posição | Bateria | Atleta              | Nacionalidade            | Tempo | Notas |
| ------- | ------- | ------------------- | ------------------------ | ----- | ----- |
| 1       | 2       | Norman Grimes       | Estados Unidos           | 51.79 | Q     |
| 2       | 2       | Malique Smith       | Ilhas Virgens Americanas | 51.82 | Q     |
| 3       | 2       | Pablo Andrés Ibáñez | El Salvador              | 51.85 | Q     |
| 4       | 2       | Rivaldo Leacock     | Barbados                 | 52.00 | q     |
| 5       | 1       | Quincy Hall         | Estados Unidos           | 52.55 | Q     |
| 6       | 1       | Denzel Villaman     | República Dominicana     | 52.83 | Q     |
| 7       | 1       | Shakeem Hall-Smith  | Bahamas                  | 53.16 | Q     |
| 8       | 1       | Osmar Torres        | México                   | 54.92 | q     |
| 9       | 2       | Felipe Gurrola      | México                   | 55.69 |       |
| 10      | 1       | Nicolas Alphonse    | Haiti                    | 56.44 |       |

| Posição           | Raia | Atleta              | Nacionalidade            | Tempo | Notas |
| ----------------- | ---- | ------------------- | ------------------------ | ----- | ----- |
| Medalha de ouro   | 6    | Quincy Hall         | Estados Unidos           | 49.77 |       |
| Medalha de prata  | 3    | Norman Grimes       | Estados Unidos           | 50.07 |       |
| Medalha de bronze | 8    | Pablo Andrés Ibáñez | El Salvador              | 50.96 |       |
| 4                 | 2    | Rivaldo Leacock     | Barbados                 | 51.18 |       |
| 5                 | 4    | Denzel Villaman     | República Dominicana     | 51.24 |       |
| 6                 | 7    | Shakeem Hall-Smith  | Bahamas                  | 51.64 |       |
| 7                 | 5    | Malique Smith       | Ilhas Virgens Americanas | 52.05 |       |
| 8                 | 1    | Osmar Torres        | México                   | 54.35 |       |

### 3.000 metros com obstáculos
6 de julho
| Posição           | Atleta                | Nacionalidade  | Tempo    | Notas |
| ----------------- | --------------------- | -------------- | -------- | ----- |
| Medalha de ouro   | Alex Rogers           | Estados Unidos | 9:10.55  |       |
| Medalha de prata  | John Rice             | Estados Unidos | 9:16.29  |       |
| Medalha de bronze | Victor Ortiz          | Porto Rico     | 9:18.92  |       |
| 4                 | José Armando Valencia | México         | 9:23.59  |       |
| 5                 | César Daniel Gómez    | México         | 9:24.18  |       |
| 6                 | César Peraza          | El Salvador    | 10:25.06 |       |

### Revezamento 4x100 m
6 de julho
| Posição          | Raia | Nacionalidade  | Atletas                                                             | Tempo | Notas  |
| ---------------- | ---- | -------------- | ------------------------------------------------------------------- | ----- | ------ |
| Medalha de ouro  | 4    | Estados Unidos | Justin Hall, Holland Martin, Darrell Singleton, Ja'Mari Ward        | 40.03 |        |
| Medalha de prata | 6    | Bahamas        | Tamar Greene, Samson Colebrooke, Holland Martin, Shakeem Hall-Smith | 40.33 |        |
| 3                | 3    | México         | Mario Lozano, Daniel Martínez, Rodrigo Guzman, Brandon Heredia      | DNF   |        |
| 3                | 5    | Jamaica        | Raheem Chambers, Michali Everett, Waseem Williams, Rohan Cole       | DSQ   | R170.7 |

### 10 km marcha atlética
6 de julho
| Posição           | Atleta              | Nacionalidade  | Resultado | Notas |
| ----------------- | ------------------- | -------------- | --------- | ----- |
| Medalha de ouro   | Gustavo Solis       | México         | 42:09.49  |       |
| Medalha de prata  | José Oswaldo Calel  | Guatemala      | 42:55.27  |       |
| Medalha de bronze | Saúl Mena           | México         | 44:03.54  |       |
| 4                 | Steven Smith        | Estados Unidos | 44:37.07  |       |
| 5                 | Anthony Gruttadauro | Estados Unidos | 46:43.83  |       |
| 6                 | Alger Liang         | Canadá         | DSQ       |       |

### Salto em altura
7 de julho
| Posição           | Atleta           | Nacionalidade  | Resultado | Notas |
| ----------------- | ---------------- | -------------- | --------- | ----- |
| Medalha de ouro   | Keenon Laine     | Estados Unidos | 2.25      |       |
| Medalha de prata  | Earnest Sears    | Estados Unidos | 2.25      |       |
| Medalha de bronze | Erik Portillo    | México         | 2.22      |       |
| 4                 | Eric Chatten     | Canadá         | 2.19      |       |
| 5                 | Roberto Vílches  | México         | 2.16      |       |
| 6                 | Noel Vanderzee   | Canadá         | 2.13      |       |
| 7                 | Jyles Etienne    | Bahamas        | 2.10      |       |
| 8                 | Kyle Alcine      | Bahamas        | 2.10      |       |
| 9                 | Raymond Richards | Jamaica        | 2.05      |       |
| 10                | Ken Franzua      | Guatemala      | 2.05      |       |

### Salto com vara
6 de julho
| Posição           | Atleta              | Nacionalidade  | 4.40 | 4.55 | 4.70 | 4.80 | 4.90 | 5.00 | 5.20 | 5.30 | 5.50 | 5.60 | 5.70 | Resultado | Notas                 |
| ----------------- | ------------------- | -------------- | ---- | ---- | ---- | ---- | ---- | ---- | ---- | ---- | ---- | ---- | ---- | --------- | --------------------- |
| Medalha de ouro   | Clayton Fritsch     | Estados Unidos | –    | –    | –    | –    | –    | –    | xo   | o    | xo   | o    | xxx  | 5.60      | Recorde do campeonato |
| Medalha de prata  | Zachery Bradford    | Estados Unidos | –    | –    | –    | –    | –    | –    | o    | o    | o    | xxo  | xxx  | 5.60      | Recorde do campeonato |
| Medalha de bronze | Natán Rivera        | El Salvador    |      |      |      |      | xxo  | xxx  |      |      |      |      |      | 4.90      |                       |
| 4                 | Daniel Arellano     | México         |      |      |      | xxo  | xxx  |      |      |      |      |      |      | 4.80      |                       |
| 5                 | Christiaan Higueros | Guatemala      |      | xxo  | xxx  |      |      |      |      |      |      |      |      | 4.55      |                       |
| 6                 | Jasiel Silva        | México         |      | xxx  |      |      |      |      |      |      |      |      |      | 4.40      |                       |

### Salto em comprimento
5 de julho
| Posição           | Atleta           | Nacionalidae             | #1   | #2   | #3   | #4   | #5   | #6   | Resultado | Notas                 |
| ----------------- | ---------------- | ------------------------ | ---- | ---- | ---- | ---- | ---- | ---- | --------- | --------------------- |
| Medalha de ouro   | Andwuelle Wright | Trinidad e Tobago        | 7.70 | 7.64 | 8.25 | 8.09 | 7.77 | 8.25 | 8.25      | Recorde do campeonato |
| Medalha de prata  | Shawn-D Thompson | Jamaica                  | 7.34 | x    | 7.62 | 7.73 | 8.05 | 8.03 | 8.05      |                       |
| Medalha de bronze | Wayne Pinnock    | Jamaica                  | 7.65 | 5.95 | 7.63 | x    | 7.97 | 7.75 | 7.97      |                       |
| 4                 | Ja'Mari Ward     | Estados Unidos           | x    | 7.63 | x    | 7.95 | x    | x    | 7.95      |                       |
| 5                 | Che Richards     | Trinidad e Tobago        | 7.65 | 7.40 | x    | 7.74 | x    | x    | 7.74      |                       |
| 6                 | Alejandro Cox    | Ilhas Virgens Britânicas | 7.61 | 7.56 | 7.39 | 7.31 | ?    | ?    | 7.61      |                       |
| 7                 | Enzo Hodebar     | Guadalupe                | x    | 7.50 | x    | x    | x    | x    | 7.50      |                       |
| 8                 | Akeem Bradshaw   | Ilhas Virgens Britânicas | 7.19 | 7.25 | 7.42 | 6.73 | x    | 7.20 | 7.42      |                       |
| 9                 | Justin Hall      | Estados Unidos           | 7.39 | x    | x    |      |      |      | 7.39      |                       |
| 10                | Tristan James    | Dominica                 | 7.31 | x    | x    |      |      |      | 7.31      |                       |
| 11                | Jorge Pineda     | México                   | 4.14 | x    | 7.26 |      |      |      | 7.26      |                       |
| 12                | Holland Martin   | Bahamas                  | x    | 7.21 | x    |      |      |      | 7.21      |                       |
| 13                | Ever Ponce       | México                   | x    | x    | 6.97 |      |      |      | 6.97      |                       |
| 14                | Wienstan Mena    | Guatemala                | 6.93 | x    | x    |      |      |      | 6.93      |                       |
| 15                | Mathew Montero   | Porto Rico               | 4.44 | 6.83 | x    |      |      |      | 6.83      |                       |
| 16                | Wikenson Fenelon | Turcas e Caicos          | 6.51 | 6.14 | 6.17 |      |      |      | 6.51      |                       |
| 17                | Nicolas Arriola  | Guatemala                | x    | 6.51 | x    |      |      |      | 6.51      |                       |

### Salto triplo
6 de julho
| Posição           | Atleta            | Nacionalidade  | #1    | #2    | #3    | #4    | #5    | #6    | Resultado | Notas |
| ----------------- | ----------------- | -------------- | ----- | ----- | ----- | ----- | ----- | ----- | --------- | ----- |
| Medalha de ouro   | Isaiah Griffith   | Estados Unidos | x     | 16.79 | 16.78 | 16.66 | x     | 16.47 | 16.79     |       |
| Medalha de prata  | Armani Wallace    | Estados Unidos | 16.31 | 16.43 | 16.72 | 16.61 | 16.56 | x     | 16.72     |       |
| Medalha de bronze | O'Brien Wasome    | Jamaica        | 15.83 | x     | x     | x     | 15.90 | 16.66 | 16.66     |       |
| 4                 | Holland Martin    | Bahamas        | 16.36 | 16.47 | x     | –     | 16.14 | –     | 16.47     |       |
| 5                 | Tamar Greene      | Bahamas        | 16.20 | 16.45 | x     | –     | 16.13 | –     | 16.45     |       |
| 6                 | Fredy Lemus       | Guatemala      | 15.80 | 15.48 | 15.95 | 15.96 | x     | x     | 15.96     |       |
| 7                 | Rubén Chan Tan    | México         | 14.20 | 14.49 | 14.84 | x     | 15.11 | 15.04 | 15.11     |       |
| 8                 | Enrique Garibaldi | México         | x     | x     | 13.91 | 13.82 | 14.56 | x     | 14.56     |       |

### Arremesso de peso
6 de julho
| Posição           | Atleta          | Nacionalidade  | #1    | #2    | #3    | #4    | #5    | #6    | Resultado | Notas                 |
| ----------------- | --------------- | -------------- | ----- | ----- | ----- | ----- | ----- | ----- | --------- | --------------------- |
| Medalha de ouro   | Jordan Geist    | Estados Unidos | 19.97 | 20.21 | x     | 19.90 | 19.85 | 20.81 | 20.81     | Recorde do campeonato |
| Medalha de prata  | Kyle Mitchell   | Jamaica        | 15.63 | 17.78 | x     | 17.91 | 18.70 | 18.66 | 18.70     |                       |
| Medalha de bronze | Zackery Short   | Honduras       | 17.32 | 18.34 | 18.09 | 17.76 | x     | x     | 18.34     |                       |
| 4                 | Mark Bujnowski  | Canadá         | 15.72 | x     | x     | 17.34 | 18.10 | 18.30 | 18.30     |                       |
| 5                 | Jairo Morán     | México         | 17.31 | x     | 17.32 | 17.19 | 17.75 | x     | 17.75     |                       |
| 6                 | Israel Martínez | México         | 14.01 | x     | x     | x     | 13.22 | x     | 14.01     |                       |

### Lançamento de disco
5 de julho
| Posição           | Atleta          | Nacionalidade  | Resultado | Notas |
| ----------------- | --------------- | -------------- | --------- | ----- |
| Medalha de ouro   | Roje Stona      | Jamaica        | 56.97     |       |
| Medalha de prata  | Iffy Joyner     | Estados Unidos | 54.92     |       |
| Medalha de bronze | Mark Bujnowski  | Canadá         | 50.77     |       |
| 4                 | Kai Chang       | Jamaica        | 49.07     |       |
| 5                 | Israel Martínez | México         | 43.84     |       |
| 6                 | Juan Amparan    | México         | 42.17     |       |
| 7                 | Jerimiah Evans  | Estados Unidos | NM        |       |

### Lançamento de martelo
6 de julho
| Posição           | Atleta                 | Nacionalidade  | #1    | #2    | #3    | #4    | #5    | #6    | Resultado | Notas |
| ----------------- | ---------------------- | -------------- | ----- | ----- | ----- | ----- | ----- | ----- | --------- | ----- |
| Medalha de ouro   | Robert Colantonio      | Estados Unidos | x     | x     | 64.69 | x     | 62.97 | 66.78 | 66.78     |       |
| Medalha de prata  | Kieran McKeag          | Estados Unidos | x     | 64.58 | 65.21 | 66.37 | x     | 66.21 | 66.37     |       |
| Medalha de bronze | Andreas Troschke       | Canadá         | 55.70 | x     | 59.57 | x     | 57.18 | 60.61 | 60.61     |       |
| 4                 | Jonathan Absalon       | México         | 56.00 | 60.28 | x     | 58.04 | 58.95 | x     | 60.28     |       |
| 5                 | Samuel Coulson-Willett | Canadá         | x     | x     | 60.05 | x     | 60.13 | x     | 60.13     |       |
| 6                 | Alan Marrujo           | México         | 54.60 | 55.72 | 57.27 | x     | 56.04 | 54.78 | 57.27     |       |

### Lançamento de dardo
7 de julho
| Posição           | Atleta              | Nacionalidade            | #1    | #2    | #3    | #4    | #5    | #6    | Resultado | Notas                 |
| ----------------- | ------------------- | ------------------------ | ----- | ----- | ----- | ----- | ----- | ----- | --------- | --------------------- |
| Medalha de ouro   | Anderson Peters     | Granada                  | x     | 78.66 | 78.50 | 80.63 | 81.89 | x     | 81.89     | Recorde do campeonato |
| Medalha de prata  | Marki Felix         | Granada                  | 70.50 | 78.10 | 70.21 | 75.73 | 73.11 | 71.38 | 78.10     |                       |
| Medalha de bronze | Félix Torres        | Porto Rico               | 61.20 | x     | 64.98 | x     | 67.13 | 68.72 | 68.72     |                       |
| 4                 | Cade Antonucci      | Estados Unidos           | 64.08 | 65.95 | 64.36 | 63.10 | 65.11 | 68.37 | 68.37     |                       |
| 5                 | Ángel Daniel Aleman | México                   | 65.99 | 64.32 | x     | 63.66 | x     | 67.23 | 67.23     |                       |
| 6                 | Jaime Arroyo        | México                   | 62.04 | 60.36 | 60.01 | 61.95 | 60.75 | 65.15 | 65.15     |                       |
| 7                 | Roan Allen          | Canadá                   | 58.09 | 57.96 | 63.18 | 58.65 | 59.41 | 64.75 | 64.75     |                       |
| 8                 | Keyon Burton        | Dominica                 | 58.64 | 61.98 | x     | 57.20 | x     | 55.29 | 61.98     |                       |
| 9                 | Jesse Newman        | Estados Unidos           | 60.88 | 59.75 | 61.37 |       |       |       | 61.37     |                       |
| 10                | Avery Joseph        | Ilhas Virgens Americanas | 55.84 | 60.11 | x     |       |       |       | 60.11     |                       |
| 11                | Ahmed Joseph        | Ilhas Virgens Americanas | x     | 58.51 | x     |       |       |       | 58.51     |                       |

## Resultado feminino

### 100 metros
| Posição | Bateria | Atleta              | Nacionalidade            | Tempo | Notas |
| ------- | ------- | ------------------- | ------------------------ | ----- | ----- |
| 1       | 2       | Teahna Daniels      | Estados Unidos           | 11.24 | Q     |
| 2       | 2       | Halle Hazzard       | Granada                  | 11.29 | Q     |
| 3       | 1       | Twanisha Terry      | Estados Unidos           | 11.38 | Q     |
| 4       | 2       | Audrey Leduc        | Canadá                   | 11.54 | Q     |
| 5       | 1       | Tristan Evelyn      | Barbados                 | 11.57 | Q     |
| 6       | 2       | Bliss Jade Soleyn   | Antígua e Barbuda        | 11.73 | q     |
| 7       | 1       | Kemba Nelson        | Jamaica                  | 11.74 | Q     |
| 8       | 1       | Shyvonne Roxborough | Canadá                   | 11.74 | q     |
| 9       | 1       | Nia Jack            | Ilhas Virgens Americanas | 11.80 |       |
| 10      | 1       | Hilary Gladden      | Belize                   | 11.83 |       |
| 11      | 2       | Shalysa Wray        | Ilhas Caimã              | 11.93 |       |
| 12      | 2       | Monica Ortiz        | México                   | 12.36 |       |
| 13      | 1       | Aurora Jurado       | México                   | 12.40 |       |

| Posição           | Raia | Atleta              | Nacionalidade     | Tempo | Notas |
| ----------------- | ---- | ------------------- | ----------------- | ----- | ----- |
| Medalha de ouro   | 6    | Teahna Daniels      | Estados Unidos    | 11.03 |       |
| Medalha de prata  | 5    | Twanisha Terry      | Estados Unidos    | 11.08 |       |
| Medalha de bronze | 3    | Halle Hazzard       | Granada           | 11.20 |       |
| 4                 | 4    | Tristan Evelyn      | Barbados          | 11.40 |       |
| 5                 | 7    | Audrey Leduc        | Canadá            | 11.52 |       |
| 6                 | 2    | Shyvonne Roxborough | Canadá            | 11.61 |       |
| 7                 | 1    | Bliss Jade Soleyn   | Antígua e Barbuda | 11.78 |       |
| 8                 | 8    | Kemba Nelson        | Jamaica           | 13.75 |       |

### 200 metros
7 de julho
Vento: +1.6 m/s
| Posição           | Atleta            | Nacionalidade  | Tempo | Notas |
| ----------------- | ----------------- | -------------- | ----- | ----- |
| Medalha de ouro   | Anglerne Annelus  | Estados Unidos | 22.84 |       |
| Medalha de prata  | Natassha McDonald | Canadá         | 23.31 |       |
| Medalha de bronze | Ashlan Best       | Canadá         | 23.75 |       |
| 4                 | Shalysa Wray      | Ilhas Caimã    | 24.39 |       |
| 5                 | Hilary Gladden    | Belize         | 24.47 |       |
| 6                 | Andrea Guajardo   | México         | 25.00 |       |
| 7                 | Monica Ortiz      | México         | 25.49 |       |
| 8                 | Adriana Andrade   | El Salvador    | 26.27 |       |

### 400 metros
| Posição | Bateria | Atleta            | Nacionalidade        | Tempo | Notas |
| ------- | ------- | ----------------- | -------------------- | ----- | ----- |
| 1       | 1       | Chloe Abbott      | Estados Unidos       | 51.66 | Q     |
| 2       | 2       | Roneisha McGregor | Jamaica              | 52.15 | Q     |
| 3       | 1       | Kyra Constantine  | Canadá               | 52.22 | Q     |
| 4       | 2       | Syaira Richardson | Estados Unidos       | 53.30 | Q     |
| 5       | 2       | Milagros Durán    | República Dominicana | 53.36 | Q     |
| 6       | 1       | Tiffany James     | Jamaica              | 55.22 | Q     |
| 7       | 2       | Lizeth Parga      | México               | 55.67 | q     |
| 8       | 1       | Valeria González  | México               | 55.92 | q     |
| 9       | 1       | Lissette Ramírez  | Costa Rica           | 58.88 |       |

| Posição           | Raia | Atleta            | Nacionalidade        | Tempo | Notas |
| ----------------- | ---- | ----------------- | -------------------- | ----- | ----- |
| Medalha de ouro   | 3    | Kyra Constantine  | Canadá               | 51.51 |       |
| Medalha de prata  | 5    | Roneisha McGregor | Jamaica              | 51.70 |       |
| Medalha de bronze | 4    | Chloe Abbott      | Estados Unidos       | 51.87 |       |
| 4                 | 6    | Syaira Richardson | Estados Unidos       | 53.04 |       |
| 5                 | 7    | Milagros Durán    | República Dominicana | 54.04 |       |
| 6                 | 2    | Lizeth Parga      | México               | 55.53 |       |
| 7                 | 1    | Valeria González  | México               | 56.27 |       |
| 8                 | 8    | Tiffany James     | Jamaica              | DNS   |       |

### 800 metros
6 de julho
| Posição           | Atleta                  | Nacionalidade  | Tempo   | Notas |
| ----------------- | ----------------------- | -------------- | ------- | ----- |
| Medalha de ouro   | Avi'Tal Wilson-Perteete | Estados Unidos | 2:05.70 |       |
| Medalha de prata  | Nia Akins               | Estados Unidos | 2:07.11 |       |
| Medalha de bronze | Erinn Stenman-Fahey     | Canadá         | 2:11.58 |       |
| 4                 | Alma Delia Cortes       | México         | 2:12.77 |       |
| 5                 | Veronica Ángel          | México         | 2:13.44 |       |
| 6                 | Lissette Ramírez        | Costa Rica     | 2:19.79 |       |
| 7                 | Kennedy Thomson         | Canadá         | 2:21.93 |       |

### 1.500 metros
7 de julho
| Posição           | Atleta            | Nacionalidade  | Tempo   | Notas |
| ----------------- | ----------------- | -------------- | ------- | ----- |
| Medalha de ouro   | Alma Delia Cortes | México         | 4:28.37 |       |
| Medalha de prata  | Katie Rainsberger | Estados Unidos | 4:30.86 |       |
| Medalha de bronze | Alexis Fuller     | Estados Unidos | 4:36.60 |       |
| 4                 | Silvia de la Peña | México         | 4:55.59 |       |

### 5.000 metros
5 de julho
| Posição           | Atleta                   | Nacionalidade  | Tempo    | Notas |
| ----------------- | ------------------------ | -------------- | -------- | ----- |
| Medalha de ouro   | Jaci Smith               | Estados Unidos | 16:51.41 |       |
| Medalha de prata  | Jessica Drop             | Estados Unidos | 17:33.81 |       |
| Medalha de bronze | Elizabeth Tuxpan         | México         | 18:34.16 |       |
| 4                 | Paola Ramos              | Porto Rico     | 19:00.93 |       |
| 5                 | María Fernanda Hernández | México         | 19:16.02 |       |

### 10.000 metros
7 de julho
| Posição           | Atleta               | Nacionalidade  | Tempo    | Notas |
| ----------------- | -------------------- | -------------- | -------- | ----- |
| Medalha de ouro   | Kathryn Munks        | Estados Unidos | 37:03.63 |       |
| Medalha de prata  | Elizabeth Funderburk | Estados Unidos | 38:06.83 |       |
| Medalha de bronze | Paola Ramos          | Porto Rico     | 38:55.70 |       |
| 4                 | Jana Sánchez         | México         | 38:58.42 |       |
| 5                 | Sandra Hernández     | México         | 41:12.28 |       |

### 100 metros barreiras
| Posição | Bateria | Atleta                | Nacionalidade            | Tempo | Notas |
| ------- | ------- | --------------------- | ------------------------ | ----- | ----- |
| 1       | 1       | Chanel Brissett       | Estados Unidos           | 12.86 | Q     |
| 2       | 2       | Tonea Marshall        | Estados Unidos           | 12.95 | Q     |
| 3       | 1       | Mariam Abdul-Rashid   | Canadá                   | 13.44 | Q     |
| 4       | 2       | Kendra Leger          | Canadá                   | 13.61 | Q     |
| 5       | 1       | Ayanna Morgan         | Barbados                 | 13.71 | Q     |
| 6       | 2       | Greisys Roble         | Cuba                     | 13.71 | Q     |
| 7       | 1       | Deya Erickson         | Ilhas Virgens Britânicas | 13.80 | q     |
| 8       | 1       | María Fernanda Patrón | México                   | 13.84 | q     |
| 9       | 2       | Maritza Carreón       | México                   | 14.17 |       |
| 10      | 1       | Nancy Sandoval        | El Salvador              | 14.20 |       |
| 11      | 2       | Adriana Andrade       | El Salvador              | 15.23 |       |

| Posição           | Raia | Atleta                | Nacionalidade            | Tempo | Notas                 |
| ----------------- | ---- | --------------------- | ------------------------ | ----- | --------------------- |
| Medalha de ouro   | 5    | Tonea Marshall        | Estados Unidos           | 12.57 | Recorde do campeonato |
| Medalha de prata  | 4    | Chanel Brissett       | Estados Unidos           | 12.73 |                       |
| Medalha de bronze | 3    | Mariam Abdul-Rashid   | Canadá                   | 13.23 |                       |
| 4                 | 6    | Kendra Leger          | Canadá                   | 13.55 |                       |
| 5                 | 8    | Greisys Roble         | Cuba                     | 13.57 |                       |
| 6                 | 7    | Ayanna Morgan         | Barbados                 | 13.71 |                       |
| 7                 | 1    | María Fernanda Patrón | México                   | 13.78 |                       |
| 8                 | 2    | Deya Erickson         | Ilhas Virgens Britânicas | 13.89 |                       |

### 400 metros barreiras
5 de julho
| Posição           | Atleta            | Nacionalidade            | Tempo   | Notas |
| ----------------- | ----------------- | ------------------------ | ------- | ----- |
| Medalha de ouro   | Anna Cockrell     | Estados Unidos           | 56.54   |       |
| Medalha de prata  | Shiann Salmon     | Jamaica                  | 56.83   |       |
| Medalha de bronze | Brittley Humphrey | Estados Unidos           | 57.36   |       |
| 4                 | Gabriella Scott   | Porto Rico               | 57.53   |       |
| 5                 | Dreshanae Rolle   | Bahamas                  | 1:00.72 |       |
| 6                 | Yara Amador       | México                   | 1:01.60 |       |
| 7                 | Tarika Moses      | Ilhas Virgens Britânicas | 1:01.84 |       |
| 8                 | Leslie López      | México                   | 1:03.65 |       |

### 3.000 metros com obstáculos
6 de julho
| Posição           | Atleta             | Nacionalidade  | Tempo    | Notas |
| ----------------- | ------------------ | -------------- | -------- | ----- |
| Medalha de ouro   | Hannah Steelman    | Estados Unidos | 10:21.88 |       |
| Medalha de prata  | Gabrielle Jennings | Estados Unidos | 10:47.35 |       |
| Medalha de bronze | Nayelly Mendoza    | México         | 11:18.66 |       |
| 4                 | Arian Iveth Chia   | México         | 11:48.30 |       |

### Revezamento 4x100 m
6 de julho
| Posição           | Raia | Nacionalidade  | Atletas                                                           | Tempo | Notas |
| ----------------- | ---- | -------------- | ----------------------------------------------------------------- | ----- | ----- |
| Medalha de ouro   | 6    | Estados Unidos | Brianna Duncan, Rebekah Smith, Anglerne Annelus, Twanisha Terry   | 42.97 |       |
| Medalha de prata  | 4    | Canadá         | Shyvonne Roxborough, Ashlan Best, Natassha McDonald, Audrey Leduc | 44.28 |       |
| Medalha de bronze | 3    | México         | Aurora Jurado, Monica Ortiz, Araceli Espinosa, Alejandra Ortiz    | 47.52 |       |
| 4                 | 5    | Bahamas        | Daejha Moss, Dreshanae Rolle, Celine Thompson, Charisma Taylor    | 47.82 |       |

### 5 km marcha atlética
5 de julho
| Posição           | Atleta           | Nacionalidade  | Tempo    | Notas |
| ----------------- | ---------------- | -------------- | -------- | ----- |
| Medalha de ouro   | Valeria Ortuño   | México         | 23:05.08 |       |
| Medalha de prata  | Amberly Melendez | Estados Unidos | 23:25.50 |       |
| Medalha de bronze | Diana Miranda    | México         | 23:40.73 |       |
| 4                 | Anali Cisneros   | Estados Unidos | 24:15.11 |       |

### Salto em altura
6 de julho
| Posição           | Atleta                | Nacionalidade            | Resultado | Notas |
| ----------------- | --------------------- | ------------------------ | --------- | ----- |
| Medalha de ouro   | Nicole Greene         | Estados Unidos           | 1.87      |       |
| Medalha de prata  | Ximena Esquivel       | México                   | 1.87      |       |
| Medalha de bronze | Erinn Beattie         | Estados Unidos           | 1.75      |       |
| 4                 | Daejha Moss           | Bahamas                  | 1.75      |       |
| 5                 | Celine Thompson       | Bahamas                  | 1.65      |       |
| 5                 | Yashira Rhymer-Stuart | Ilhas Virgens Americanas | 1.65      |       |

### Salto com vara
6 de julho
| Posição           | Atleta           | Nacionalidade  | 3.05 | 3.50 | 3.60 | 3.70 | 3.80 | 3.90 | 4.00 | 4.10 | 4.20 | 4.30 | 4.41 | Resultado | Notas |
| ----------------- | ---------------- | -------------- | ---- | ---- | ---- | ---- | ---- | ---- | ---- | ---- | ---- | ---- | ---- | --------- | ----- |
| Medalha de ouro   | Alina McDonald   | Estados Unidos | –    | –    | –    | –    | –    | o    |      | o    | o    | o    | xxx  | 4.30      |       |
| Medalha de prata  | Sophia Franklin  | Estados Unidos | –    | –    | –    | –    | –    |      |      |      |      |      |      | 3.90      |       |
| Medalha de bronze | Silvia Guerrero  | México         |      |      | xxo  | xo   | o    |      |      |      |      |      |      | 3.80      |       |
| 4                 | Andrea Velasco   | El Salvador    |      | o    |      |      | xxx  |      |      |      |      |      |      | 3.70      |       |
| 5                 | Valeria Pagan    | Porto Rico     |      | o    | xxo  | xxx  |      |      |      |      |      |      |      | 3.60      |       |
| 6                 | María José Muñoz | México         | xxx  |      |      |      |      |      |      |      |      |      |      | NM        |       |

### Salto em comprimento
5 de julho
| Posição           | Atleta          | Nacionalidade  | #1    | #2   | #3   | #4   | #5   | #6   | Resultado | Notas |
| ----------------- | --------------- | -------------- | ----- | ---- | ---- | ---- | ---- | ---- | --------- | ----- |
| Medalha de ouro   | Aliyah Whisby   | Estados Unidos | 6.82  | x    | 6.43 | 6.33 | –    | 6.25 | 6.82      |       |
| Medalha de prata  | Jasmyn Steels   | Estados Unidos | 6.60  | 6.64 | 6.59 | 6.38 | x    | 6.61 | 6.64      |       |
| Medalha de bronze | Jessicca Noble  | Jamaica        | 6.47  | 6.49 | –    | –    | 5.97 | 6.49 | 6.49      |       |
| 4                 | Taishia Pryce   | Jamaica        | 6.42  | 6.45 | x    | 6.30 | x    | 6.49 | 6.49      |       |
| 5                 | Sandra Latrace  | Canadá         | 5.84w | 6.24 | 6.11 | 6.04 | x    | 6.11 | 6.24      |       |
| 6                 | Flor Romero     | México         | x     | x    | x    | 5.67 | 5.52 | 5.32 | 5.67      |       |
| 7                 | Karla Almodóvar | México         | x     | 5.48 | 5.49 | 5.30 | 5.19 | 5.29 | 5.49      |       |

### Salto triplo
5 de julho
| Posição           | Atleta              | Nacionalidade  | #1    | #2    | #3     | #4    | #5    | #6    | Resultado | Notas |
| ----------------- | ------------------- | -------------- | ----- | ----- | ------ | ----- | ----- | ----- | --------- | ----- |
| Medalha de ouro   | Davisleydis Velazco | Cuba           | x     | 13.94 | x      | x     | x     | 13.57 | 13.94     |       |
| Medalha de prata  | Danielle Spence     | Jamaica        | 13.24 | x     | 13.14w | x     | 12.71 | 11.82 | 13.24     |       |
| Medalha de bronze | Charisma Taylor     | Bahamas        | 13.10 | 12.99 | 13.20  | 13.22 | x     | 12.87 | 13.22     |       |
| 4                 | Chaquinn Cook       | Estados Unidos | x     | 12.67 | 13.00  | 12.65 | 13.11 | 13.16 | 13.16     |       |
| 5                 | Bria Matthews       | Estados Unidos | 13.00 | 12.79 | 12.93  | 13.01 | 13.15 | 12.87 | 13.15     |       |
| 6                 | Aria Small          | Barbados       | 12.39 | 12.23 | x      | x     | 12.19 | 12.85 | 12.85     |       |
| 7                 | Flor Romero         | México         | x     | 12.12 | x      | 12.17 | x     | x     | 12.17     |       |
| 8                 | María Fernanda Rea  | México         | x     | x     | 12.06  | 11.86 | x     | x     | 12.06     |       |

### Arremesso de peso
6 de julho
| Posição           | Atleta           | Nacionalidade  | #1    | #2    | #3    | #4    | #5    | #6    | Resultado | Notas |
| ----------------- | ---------------- | -------------- | ----- | ----- | ----- | ----- | ----- | ----- | --------- | ----- |
| Medalha de ouro   | Samantha Noennig | Estados Unidos | 15.70 | 17.23 | 15.67 | 16.87 | 16.14 | 17.16 | 17.23     |       |
| Medalha de prata  | Alyssa Wilson    | Estados Unidos | 16.40 | 16.73 | x     | x     | 16.35 | x     | 16.73     |       |
| Medalha de bronze | Gabrielle Bailey | Jamaica        | 15.09 | x     | x     | 14.74 | 16.51 | x     | 16.51     |       |
| 4                 | Grace Tennant    | Canadá         | 14.01 | 14.87 | x     | 15.15 | x     | 14.74 | 15.15     |       |
| 5                 | Liliana Mojica   | México         | 14.27 | 14.87 | 14.86 | 15.08 | 15.06 | 14.78 | 15.08     |       |

### Lançamento de disco
5 de julho
| Posição           | Atleta           | Nacionalidade  | #1    | #2    | #3    | #4    | #5    | #6      | Resultado | Notas                 |
| ----------------- | ---------------- | -------------- | ----- | ----- | ----- | ----- | ----- | ------- | --------- | --------------------- |
| Medalha de ouro   | Shanice Love     | Jamaica        | 60.14 | x     | x     | 53.76 | 58.49 | 58.95   | 60.14     | Recorde do campeonato |
| Medalha de prata  | Laulauga Tausaga | Estados Unidos | 56.21 | 55.70 | 53.73 | 53.59 | 51.76 | 59.37   | 59.37     |                       |
| Medalha de bronze | Melany Matheus   | Cuba           | 54.83 | 52.75 | 55.40 | x     | x     | x       | 55.40     |                       |
| 4                 | Gabrielle Bailey | Jamaica        | x     | 51.89 | 50.21 | 54.99 | 51.62 | 5.09(?) | 54.99     |                       |
| 5                 | Abigale Wilson   | Estados Unidos | x     | 54.75 | x     | 50.36 | x     | x       | 54.75     |                       |
| 6                 | Alma Pollorena   | México         | 48.48 | 50.42 | 50.05 | 47.59 | x     | 49.29   | 50.42     |                       |
| 7                 | Grace Tennant    | Canadá         | 46.80 | 48.07 | x     | 49.07 | 47.18 | 49.65   | 49.65     |                       |
| 8                 | Veronica Luzania | México         | x     | 42.36 | 43.56 | 43.52 | x     | 42.82   | 43.56     |                       |
| 9                 | Lacee Barnes     | Ilhas Caimã    | x     | x     | 40.27 |       |       |         | 40.27     |                       |

### Lançamento de martelo
5 de julho
| Posição           | Atleta            | Nacionalidade  | Resultado | Notas |
| ----------------- | ----------------- | -------------- | --------- | ----- |
| Medalha de ouro   | Alyssa Wilson     | Estados Unidos | 63.95     |       |
| Medalha de prata  | Liz Arleen Collía | Cuba           | 60.94     |       |
| Medalha de bronze | Tasha Willing     | Canadá         | 59.50     |       |
| 4                 | Loreto Jacobo     | México         | 56.00     |       |
| 5                 | Miranda Vazquez   | México         | 53.70     |       |
| 6                 | Naquita Williams  | Canadá         | 52.31     |       |
| 7                 | Sonja Moreno      | Guatemala      | 50.60     |       |

### Lançamento de dardo
6 de julho
| Posição           | Atleta             | Nacionalidade  | Resultado | Notas |
| ----------------- | ------------------ | -------------- | --------- | ----- |
| Medalha de ouro   | Kylee Carter       | Estados Unidos | 54.48     |       |
| Medalha de prata  | Jenna Gray         | Estados Unidos | 53.87     |       |
| Medalha de bronze | Luz Mariana Castro | México         | 53.56     |       |
| 4                 | Karla Gallardo     | México         | 39.96     |       |
| 5                 | Shanee Angol       | Dominica       | 36.46     |       |

## Misto

### Revezamento 4x400 m
7 de julho
| Posição           | Nacionalidade  | Atletas                                                                                 | Tempo   | Notas |
| ----------------- | -------------- | --------------------------------------------------------------------------------------- | ------- | ----- |
| Medalha de ouro   | Jamaica        | Terry Thomas (H), Shiann Salmon (M), Martin Manley (H), Roneisha McGregor (M)           | 3:16.99 |       |
| Medalha de prata  | Estados Unidos | Norman Grimes (H), Chloe Abbott (M), Hannah Waller (M), Marcus Parker (H)               | 3:17.74 |       |
| Medalha de bronze | Canadá         | Natassha McDonald (M), Khamal Stewart-Baynes (H), Kyra Constantine (M), Austin Cole (H) | 3:22.43 |       |
| 4                 | México         | Dana Castro (M), Brandon Constantino (H), Lizeth Parga (M), Jesús Pablo Mares (MH       | 3:32.40 |       |

Legenda
| Recorde mundial       | Recorde mundial (World record)               |                       | Recorde africano                      | Recorde africano (African) |                                           | Q | Classificado por posição (Qualified) |
| Recorde do campeonato | Recorde do campeonato (Championship record)  | Recorde da América    | Recorde da América (Americas)         | q                          | Classificado por melhor tempo (Qualified) |   |                                      |
| Melhor marca do ano   | Melhor marca do ano (World leading)          | Recorde asiático      | Recorde asiático (Asian)              | DNS                        | Não largou (Did not start)                |   |                                      |
| Recorde nacional      | Recorde nacional (National record)           | Recorde europeu       | Recorde europeu (European)            | DNF                        | Não terminou (Did not finish)             |   |                                      |
| Recorde pessoal       | Recorde pessoal do atleta (Personal best)    | Recorde da Oceania    | Recorde da Oceania (Oceania)          | DSQ / DQ                   | Desclassificado (Disqualified)            |   |                                      |
| Recorde da temporada  | Recorde da temporada do atleta (Season best) | Recorde sul-americano | Recorde sul-americano (South America) | NM                         | Sem marca (No mark)                       |   |                                      |